# Grand Prix SAR La Princesse Lalla Meryem 2025
Grand Prix SAR La Princesse Lalla Meryem 2025 byl tenisový turnaj na ženském profesionálním okruhu WTA Tour hraný v městském tenisovém areálu Club des Cheminots. Dvacátý třetí ročník Morocco Open probíhal mezi 18. a 24. květnem 2025 v marockém Rabatu na antukových dvorcích. Představoval závěrečnou přípravu na grandslamové French Open, rovněž tak nejstarší událost ženské sezóny WTA v Africe.
Turnaj dotovaný 275 094 dolary patřil do kategorie WTA 250. Nejvýše nasazenou singlistkou se – po odhlášení Avanesjanové, Stearnsové a Šarífové – stala padesátá pátá tenistka světa Camila Osoriová z Kolumbie. Jako poslední přímá účastnice se v době ukončení přihlášek do dvouhry kvalifikovala Rumunka Anca Todoniová, která se však odhlásila. V důsledku invaze Ruska na Ukrajinu na konci února 2022 řídící organizace tenisu ATP, WTA a ITF s grandslamy rozhodly, že ruští a běloruští tenisté mohli dále na okruzích startovat, ale do odvolání nikoli pod vlajkami Ruska a Běloruska.
První dvě kariérní finále na okruhu WTA Tour, ve dvouhře i čtyřhře, proměnila v tituly 19letá Australanka Maya Jointová. Deblovou soutěž ovládla po boku Gruzínky Oxany Kalašnikovové.

## Rozdělení bodů a finančních odměn

### Rozdělení bodů
| Soutěž  | Soutěž      | vítězky | finalistky | semifinalistky | čtvrtfinalistky | 16 v kole | 32 v kole | Q  | Q2 | Q1 |
| ------- | ----------- | ------- | ---------- | -------------- | --------------- | --------- | --------- | -- | -- | -- |
| dvouhra | [ 3 ] [ 8 ] | 250     | 163        | 98             | 54              | 30        | 1         | 18 | 12 | 1  |
| čtyřhra | [ 9 ]       | 250     | 163        | 98             | 54              | 1         | —         | —  | —  | —  |

### Finanční odměny
| Soutěž                                | Soutěž      | vítězky  | finalistky | semifinalistky | čtvrtfinalistky | 16 v kole | 32 v kole | Q2      | Q1      |
| ------------------------------------- | ----------- | -------- | ---------- | -------------- | --------------- | --------- | --------- | ------- | ------- |
| dvouhra                               | [ 3 ] [ 8 ] | 36 300 $ | 21 484 $   | 11 970 $       | 6 820 $         | 4 470 $   | 3 110 $   | 2 545 $ | 1 925 $ |
| čtyřhra                               | [ 9 ]       | 13 200 $ | 7 430 $    | 4 260 $        | 2 540 $         | 1 960 $   | —         | —       | —       |
| částky ve čtyřhře jsou uváděny na pár |             |          |            |                |                 |           |           |         |         |

## Ženská dvouhra

### Nasazení
| Stát                          | Hráčka                      | WTA | Nasazení |
| ----------------------------- | --------------------------- | --- | -------- |
| Arménie                       | Elina Avanesjanová          | 38. | 1.       |
| Kolumbie                      | Camila Osoriová             | 55. | 2.       |
| Itálie                        | Lucia Bronzettiová          | 58. | 3.       |
| USA                           | Ann Liová                   | 59. | 4.       |
| Bulharsko                     | Viktorija Tomovová          | 61. | 5.       |
| Česko                         | Kateřina Siniaková          | 62. | 6.       |
| Egypt                         | Majar Šarífová              | 64. | 7.       |
| Francie                       | Varvara Gračovová           | 65. | 8.       |
| USA                           | Katie Volynetsová           | 66. | 9.       |
| Španělsko                     | Jéssica Bouzasová Maneirová | 72. | 10.      |
| Žebříček WTA k 5. květnu 2025 |                             |     |          |

### Jiné formy účasti
Následující hráčky obdržely divokou kartu:
- Aya El Aouniová
- Yasmine Kabbajová
- Jelyzaveta Kotliarová
- Anastasija Sevastovová

Následující hráčky nastoupily pod žebříčkovou ochranou:
- Aliona Bolsovová
- Ana Konjuhová

Následující hráčky postoupily z kvalifikace:
- Elizabeth Mandliková
- Sada Nahimanová
- Tatiana Pieriová
- Camilla Rosatellová

Následující hráčky postoupily z kvalifikace jako šťastné poražené:
- Carolina Alvesová
- Nicole Fossa Huergová
- Marija Timofejevová

### Odhlášení
před zahájením turnaje
- Elina Avanesjanová → nahradila ji  Carolina Alvesová
- Kimberly Birrellová → nahradila ji  Aliona Bolsovová
- Alexandra Ealaová → nahradila ji  Julia Grabherová
- Varvara Gračovová → nahradila ji Marija Timofejevová
- Alycia Parksová → nahradila ji  Ana Konjuhová
- Majar Šarífová → nahradila ji  Nicole Fossa Huergová
- Peyton Stearnsová → nahradila ji  Carlota Martínezová Círezová
- Anca Todoniová → nahradila ji  Maria Mateasová
- Mojuka Učidžimová → nahradila ji  Jil Teichmannová

## Ženská čtyřhra

### Nasazení
| Stát                                                                                     | Hráčka             | Stát     | Hráčka               | WTA  | Nasazení |
| ---------------------------------------------------------------------------------------- | ------------------ | -------- | -------------------- | ---- | -------- |
| Kazachstán                                                                               | Anna Danilinová    |          | Irina Chromačovová   | 32.  | 1.       |
| Norsko                                                                                   | Ulrikke Eikeriová  | Japonsko | Eri Hozumiová        | 98.  | 2.       |
| Polsko                                                                                   | Katarzyna Piterová | Egypt    | Majar Šarífová       | 123. | 3.       |
| Spojené království                                                                       | Maia Lumsdenová    | Čína     | Tchang Čchien-chuej  | 145. | 4.       |
| Česko                                                                                    | Anastasia Dețiuc   | USA      | Sabrina Santamariová | 155. | 5.       |
| Žebříček WTA k 5. květnu 2025; číslo je součtem žebříčkového postavení obou členek páru. |                    |          |                      |      |          |

### Jiné formy účasti
Následující páry obdržely divokou kartu:
- Aya El Aouniová /  Diae El Jardiová
- Yasmine Kabbajová /  Luca Udvardyová

Následující pár nastoupil z pozice náhradníka:
- Elizabeth Mandliková /  Arantxa Rusová

### Odhlášení
před zahájením turnaje
- Katarzyna Piterová /  Majar Šarífová → nahradily je  Elizabeth Mandliková /  Arantxa Rusová

## Přehled finále

### Ženská dvouhra
- Maya Jointová vs.  Jaqueline Cristianová, 6–3, 6–2

### Ženská čtyřhra
- Maya Jointová /  Oxana Kalašnikovová vs.  Angelica Moratelliová /  Camilla Rosatellová, 6–3, 7–5